# Ababco
Ababco – indiański szczep lub klan północnoamerykańskiego plemienia Algonkinów. Zamieszkiwali pierwotnie półwysep Delmarva, głównie na południe od rzeki Choptank, gdzie w roku 1741 władze kolonii Maryland potwierdziły ich stan posiadania.
W roku 1837 żyło jeszcze tylko kilku członków szczepu, wszystkich o mieszanej krwi.